# 冨尾享平
冨尾 享平（とみお きょうへい、1985年11月1日 - ）は、大阪府和泉市出身の競輪選手。日本競輪学校第101期生。元アメリカンフットボール選手（WR）。日本競輪選手会鹿児島支部（沖縄県登録）所属。師匠は乾準一（85期）。

## 来歴
大阪産業大学付属高校時代にクリスマスボウル（全国高校アメリカンフットボール選手権大会）で優勝を経験。近畿大学時代は2006年、2007年と日米連合オールスター戦のメンバーに名を連ねた。その後、オンワードオークスに加入したが、同チームが2008年度シーズン限りで廃部となったため、先に競輪選手となっていた里見恒平（99期）に倣って競輪に転身することになった。
競輪学校時代の在校競走成績は13位（8勝）。
2012年7月5日、富山競輪場でデビューし6着。初勝利は同年7月6日の同場で挙げた。
2024年4月9日付で大阪府から沖縄県に移籍した。